# Антоньони, Джанкарло
Джанка́рло Антоньо́ни (итал. Giancarlo Antognoni; род. 1 апреля 1954, Маршано, Умбрия) — итальянский футболист.

## Биография

### Клубная карьера
Его карьера началась в Итальянской серии D с клубом «Асти», когда ему было только 16. Летом 1972 года Нильс Лидхольм предложил ему присоединиться к «Фиорентине». 15 октября того же года дебютировал в её составе в чемпионате Италии. Обладатель Кубка Италии 1974/75 в составе «Фиорентины». В 1976—1987 гг. был капитаном «Фиорентины». Антоньони сыграл 412 игр за «Фиорентину» и забил 61 гол. Рекордсмен клуба по количеству матчей в Серии A (341).
В 1987 году перешёл в швейцарский клуб «Лозанна», где и завершил карьеру через два года. Он появлялся на поле в 51 матче и забил 7 голов.

### Карьера в сборной
20 ноября 1974 года дебютировал в национальной сборной. В сборной провёл 73 матча, забил 7 голов, стал в её составе чемпионом мира в 1982 году.

## Достижения
- Чемпион мира (1): 1982